# Desa Cemplang (administrativ by i Indonesien, Jawa Barat)
Desa Cemplang är en administrativ by i Indonesien.   Den ligger i provinsen Jawa Barat, i den västra delen av landet, 50 km sydväst om huvudstaden Jakarta.